# 奧斯切舒夫縣

51°24′N 18°0′E / 51.400°N 18.000°E
奧斯切舒夫縣（波蘭語：Powiat ostrzeszowski），是波蘭的縣份，位於該國中西部，由大波蘭省負責管轄，首府設於奧斯切舒夫，面積772平方公里，2006年人口54,490，人口密度每平方公里71人。